# Мара (деревня)
Мара — деревня в Нижнеудинском районе Иркутской области, входит в состав Каменского муниципального образования.

## Этимология
Название деревни, вероятно, происходит от эвенкийского мар — марник, верховое болото. Однако, лингвист Глафира Василевич считала данный топоним непереводимым.

## География
Деревня находится на берегу реки Мара (приток реки Уда), на расстоянии 15 км (по прямой) к северо-западу от города Нижнеудинск, административного центра района.

## Население
| 2002 | 2010 | 2011 | 2012 |
| ---- | ---- | ---- | ---- |
| 221  | ↘186 | ↘185 | ↘182 |

## Транспорт
Около деревни находится железнодорожная станция Мара на линии Нижнеудинск — Тайшет.